# Солоники (Пунгинский сельский округ)
Солоники — упразднённая в 2002 году деревня в Верхошижемском районе Кировской области России. На год упразднения входила в состав Пунгинского сельского округа.

## География
Деревня находилась в центральной части региона, в подзоне южной тайги, на правом берегу реки Илгани, на автодороге 33Р-008, на расстоянии приблизительно 600 метров (по прямой) от деревни Гребени, в 75 километрах от г. Кирова в сторону г. Советска.
Абсолютная высота — 198 метров уровнем моря.

## Климат
Климат характеризуется как умеренно континентальный, с продолжительной снежной зимой и тёплым летом. Среднегодовая температура — 1,5 °C. Средняя температура воздуха самого холодного месяца (января) составляет −14,2 °C (абсолютный минимум — −45 °С); самого тёплого месяца (июля) — 17,8 °C (абсолютный максимум — 36 °С). Безморозный период длится в течение 122 дней. Годовое количество атмосферных осадков — 713 мм, из которых 441 мм выпадает в период с мая по октябрь. Снежный покров держится в течение 165 дней.

## История
В 1758 году — починок Солоницинский, в составе Илганской волости, Хлыновского уезда. Известны имена жителей: Захар Яковлевич Солоницин, возраст 60 лет, семья 8 человек; Афанасий Евтихиевич Солоницин, 51 год, семья 5 чел.; Евдоким Солоницин 66 лет, семья 4 чел.; Солоницин, 50 лет, семья 4 чел.; Петр Афанасьевич Фокин, 70 лет, семья 11 чел. (ГАКО Ф. 237. О.71. Д.421.).
В 2002 году исключена из учётных данных.

## Население
К 1950 году в 20 хозяйствах 52 человека (Список населённых пунктов Кировской области на 01.01.1950 г.).
Список населённых пунктов Кировской области по данным Всесоюзной переписи населения 1989 года приводит данные по постоянному населению: 1 человек (мужчина) (Итоги Всесоюзной переписи населения 1989 года по Кировской области [Текст] : сб. Т. 3. Сельские населенные пункты / Госкомстат РСФСР, Киров. обл. упр. статистики. — Киров:, 1990. — 236 с., С.50).

## Инфраструктура
Было личное подсобное хозяйство, действовала начальная школа.

## Транспорт
Ещё «Список населённых мест Вятской губернии 1859—1873 гг.» описывал починок Солоницынской (Солоники) как стоящий «на Старо-Яранской коммерческой дороге, от с. Верхошижемского до границы уезда Яранскаго». Местные жители занимались извозом.
Стоял на автодороге общего пользования регионального значения 33Р-008 «Киров — Советск — Яранск».
Остановка общественного транспорта «Солоники». Автобусные маршруты 208, 255 (на сентябрь 2021).